# Diana Çuli
Diana Çuli, née le 13 avril 1951 à Tirana en Albanie, est une écrivaine, journaliste et femme politique albanaise. Elle est députée, milite pour les droits des femmes et préside la Fédération des femmes albanaises.

## Biographie
Elle est diplômée en 1973 de la faculté de lettres de l'Université de Tirana. Après ses études, elle rejoint les comités de rédaction de Drita et du magazine francophone Les lettres albanaises. En 1990, elle s'engage dans l'opposition démocratique et prend la tête du Forum des femmes indépendantes, puis rejoint le Parti social-démocrate albanais[réf. nécessaire].
Membre du Parti social-démocrate d'Albanie, elle est élue députée. À partir de 2006, elle participe à la représentation de l'Albanie à l'Assemblée parlementaire du Conseil de l'Europe,. Elle y a le français pour langue de travail.
En Albanie, elle œuvre pour les droits des femmes, notamment celles contraintes à la prostitution. Depuis 2004, elle est la présidente de la Fédération des femmes albanaises.
À la fin des années 1970, elle publie sa première nouvelle, Ndërgjegja (Conscience). Elle écrit huit romans, et rédige les scénarios pour des films comme Hije që mbeten pas (1985), Rrethi i kujtesës (1987)et Bregu i ashpër (1988).

## Principales œuvres
- Jehonat et jetës, 1980.
- Zëri et grand, 1983.
- Dreri et trotuareve, 1986.
- Rekuiem, 1992.
- ... dhe nata u nda në mes, 1993.
- Diell në mesnatë, 2000.
- Engjëj të armatosur, 2006.
- Gruaja na café, 2009.
- Hoteli i drunjtë, 2011.